# Lísek
Lísek (německy Lissek) je obec v okrese Žďár nad Sázavou v kraji Vysočina. Žije zde 351 obyvatel.

## Historie
První písemná zmínka o obci pochází z roku 1360, kdy nesla původní jméno Lhota. Náležela hradu Pyšolec, později Pernštejn, po roce 1588 pak k Bystřici nad Pernštejnem. V roce 1951 byla obec přejmenována na Lísek a byla k ní přidružena osada Lísek, která do té doby náležela Velkým Janovicím. Osada Lísek byla přejmenována na Malý Lísek. Na území sousední obce Rovné stávala již zaniklá ves Pičulín.[zdroj?]

## Obyvatelstvo
| Rok            | 1869 | 1880 | 1890 | 1900 | 1910 | 1921 | 1930 | 1950 | 1961 | 1970 | 1980 | 1991 | 2001 | 2006 | 2013 |
| Počet obyvatel | 729  | 721  | 715  | 741  | 744  | 739  | 628  | 452  | 464  | 399  | 385  | 374  | 366  | 381  | 361  |

## Školství
- Mateřská škola Lísek
- Základní škola Lísek

## Pamětihodnosti
Z let 1846–1852 pochází empírový kostel sv. Mikuláše. Původně stál kostel uprostřed hřbitova, tento však byl zbořen po vysvěcení nového. Původní Boží hrob se nachází vlevo od současného kostela. V obci rostou dvě chráněné lípy (320 let stará u č.p. 22, 280 let u č.p. 35) a jeden javor (240 let, č.p. 3). Z 16. století pochází rychta (č.p. 1) ve středu obce. Ze stejné doby je i hospodářský dvůr Na Skalách (Skalský dvůr) u Skalského rybníka.

## Rodáci
- ThDr. František Kozák (1857–1926), evangelický farář, překladatel, vydavatel, básník
- Jan Kozák (1860–1934), učitel, autor učebnic

## Části obce
- Lhota
- Vojtěchov
- Malý Lísek

## Galerie

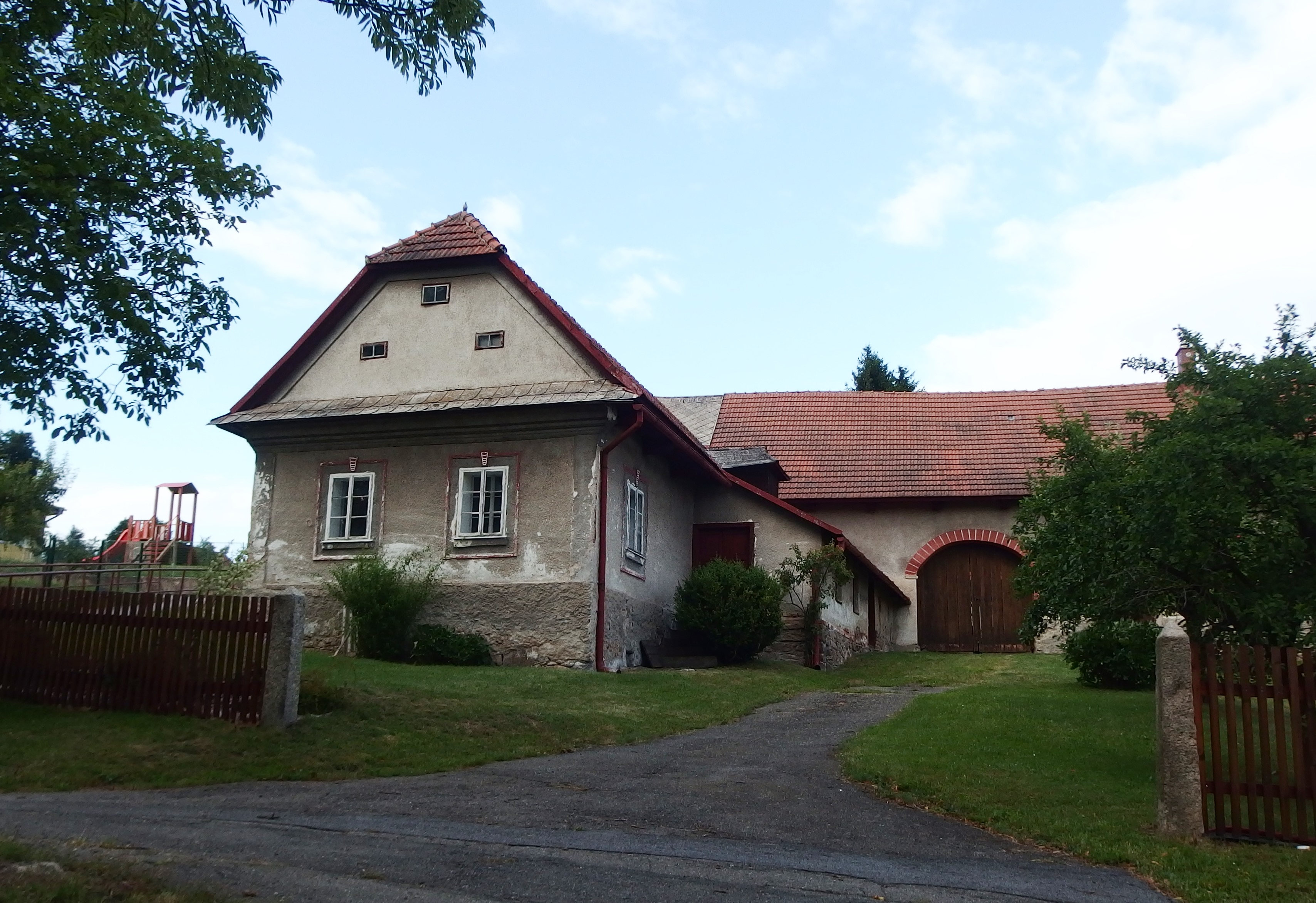
Usedlost č. p. 19
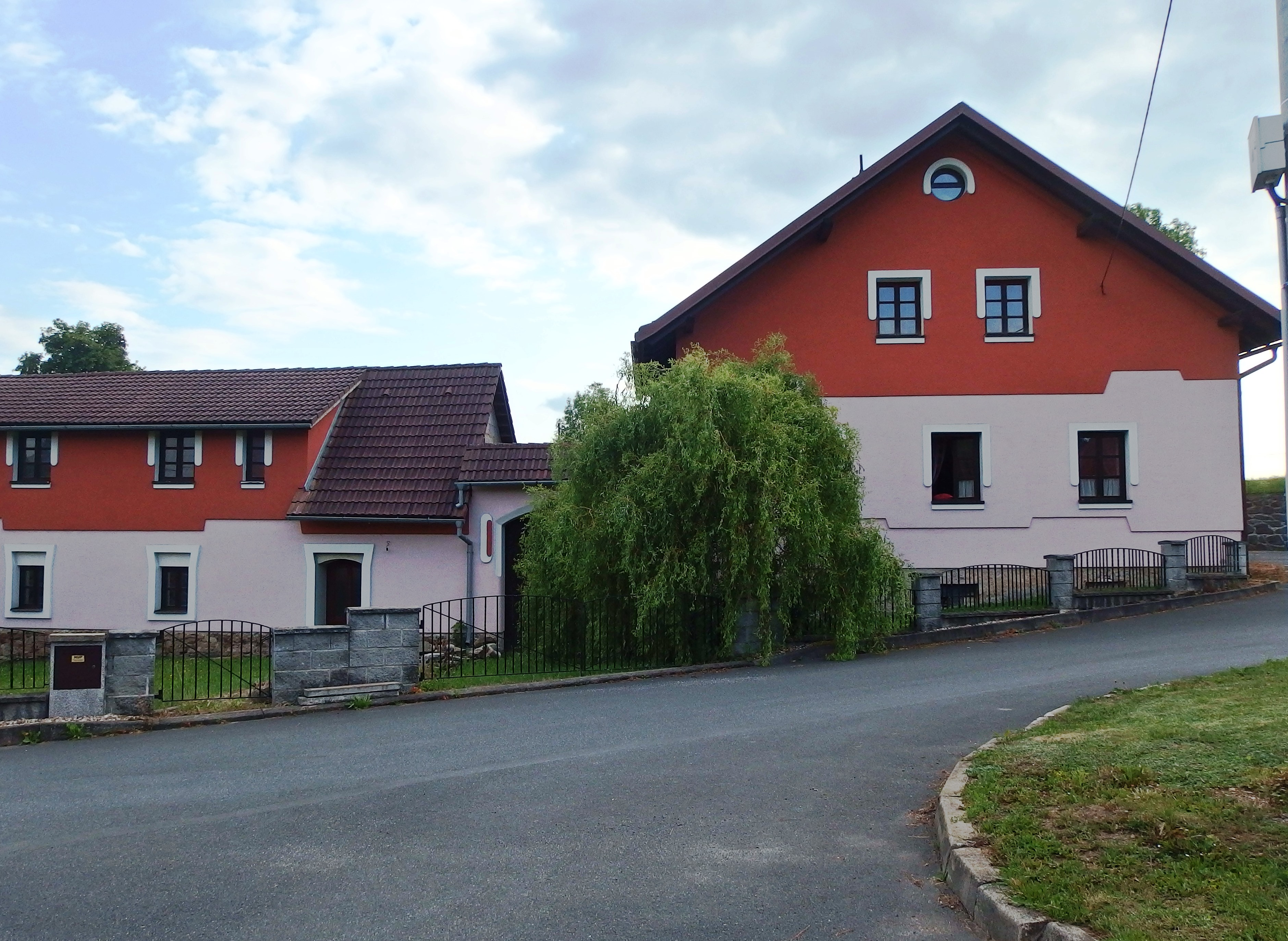
Usedlost č. p. 1, bývalá rychta
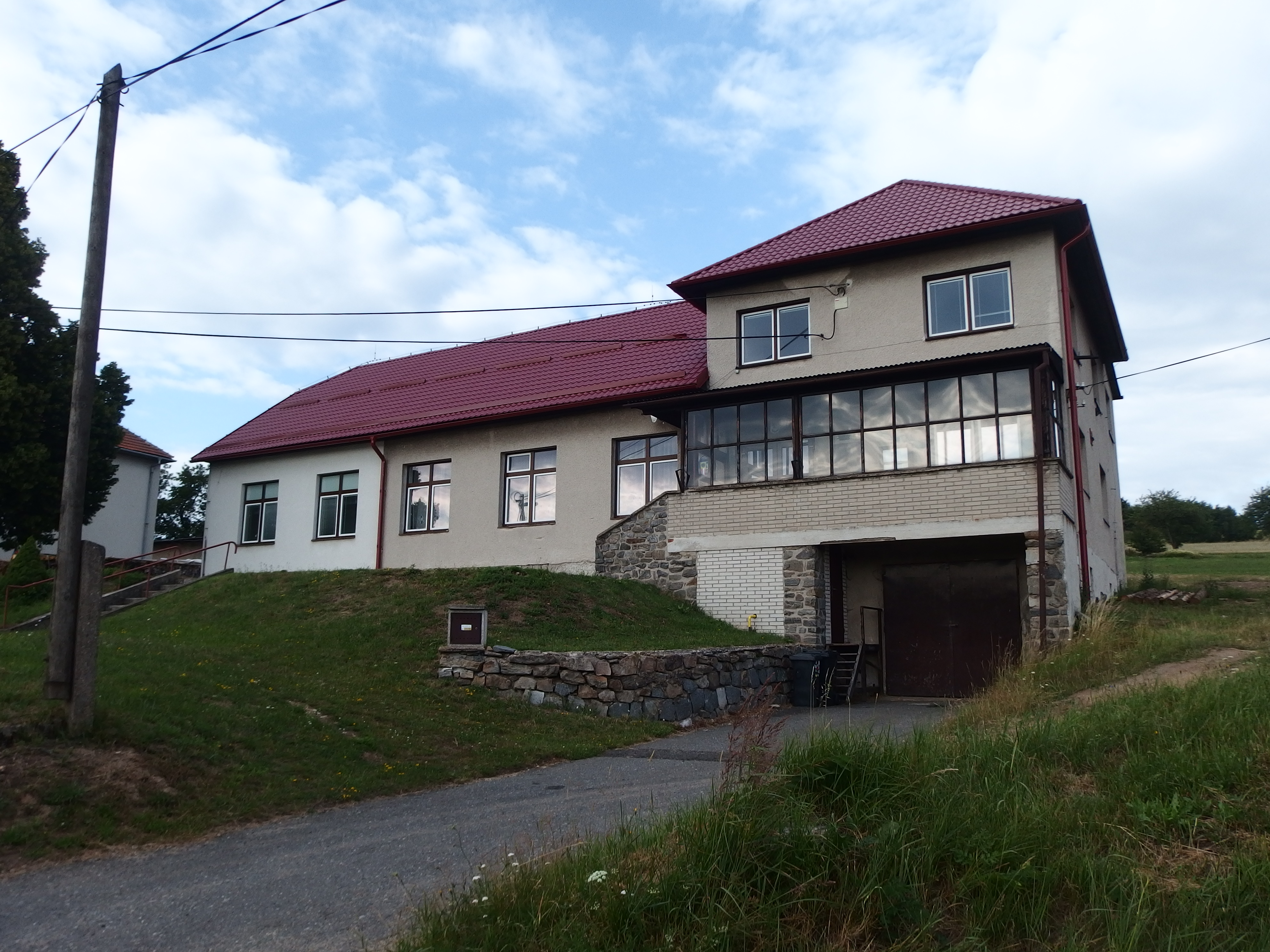
Obecní úřad
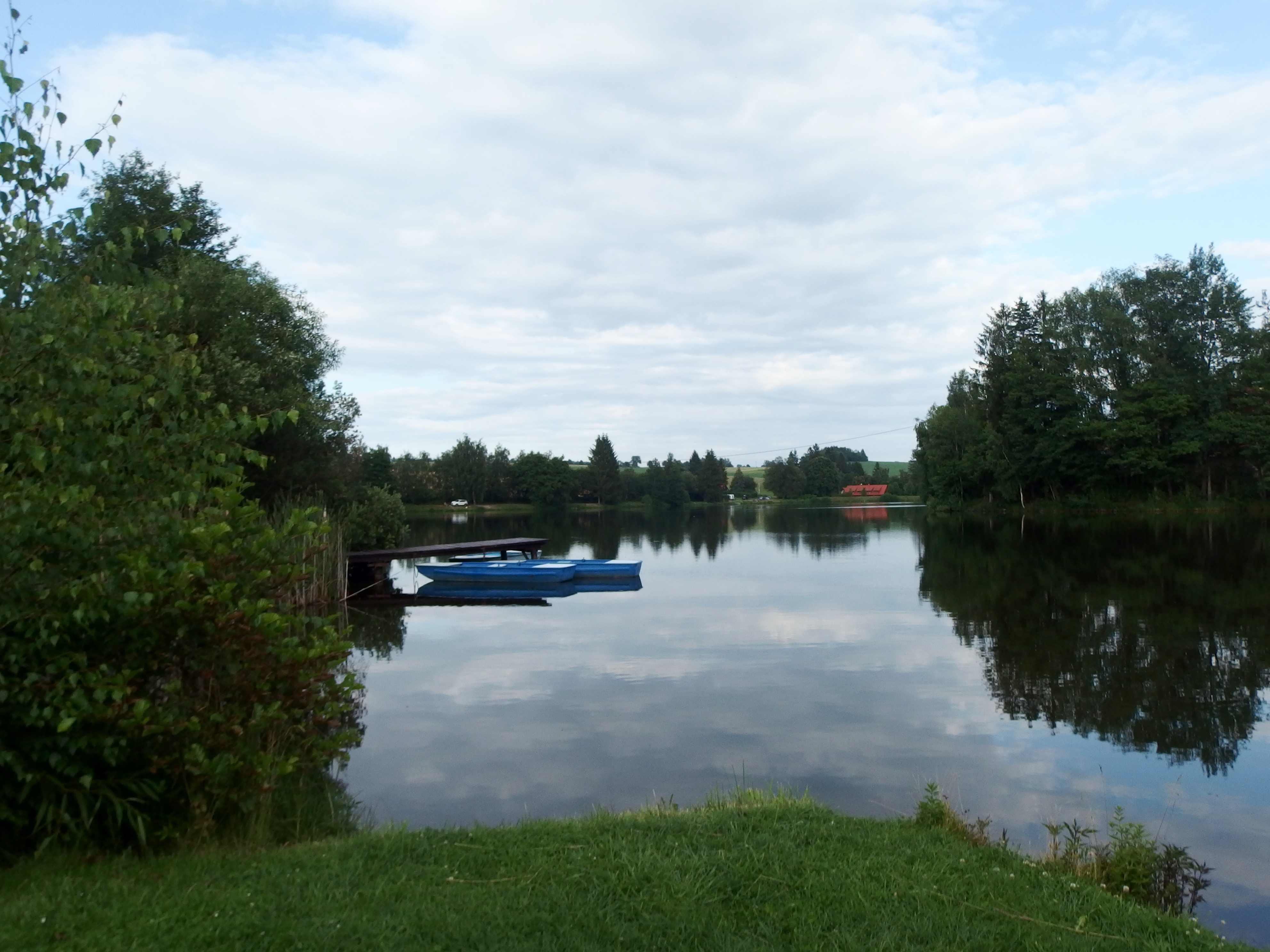
Skalský rybník
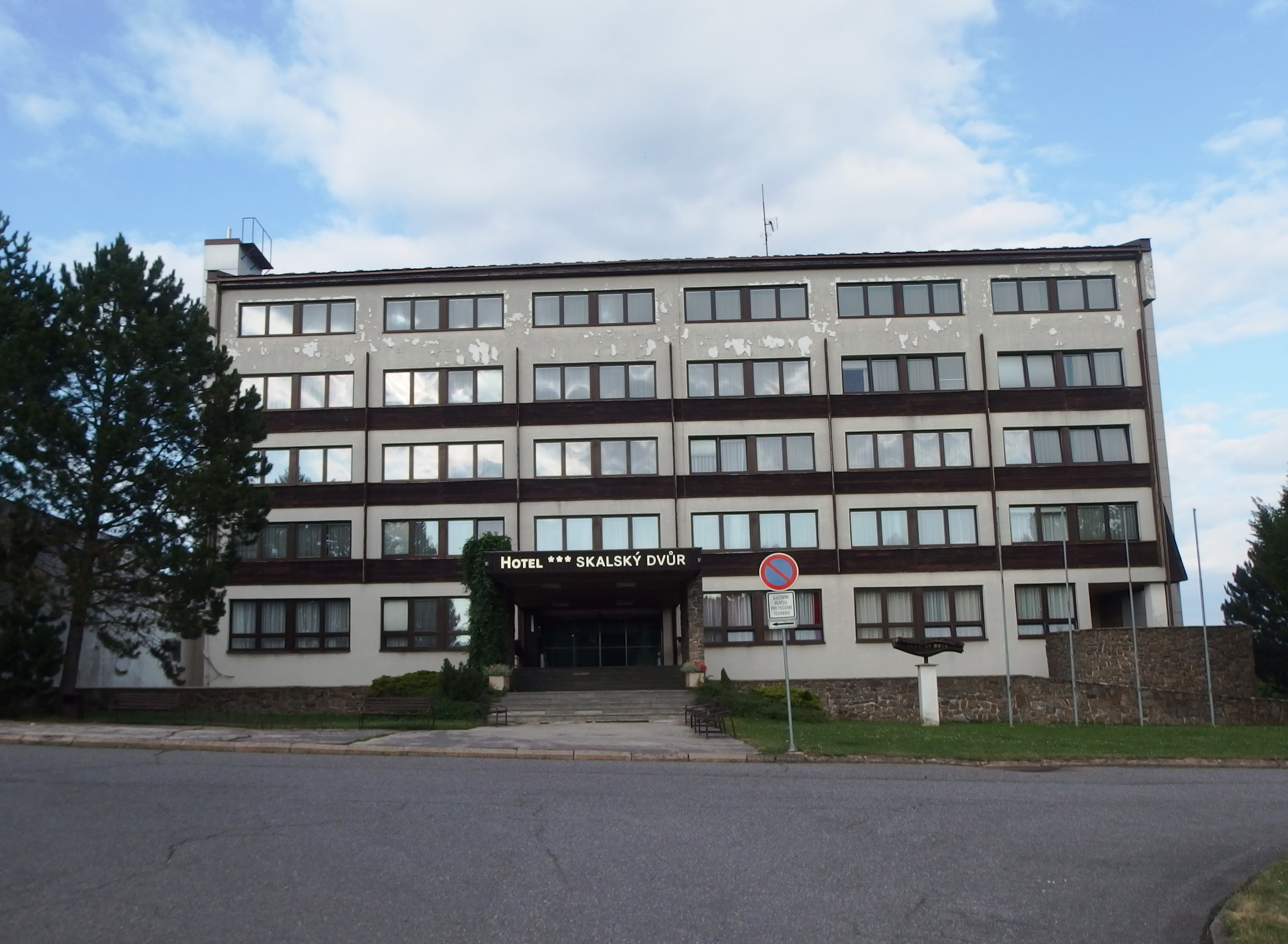
Hotel Skalský dvůr
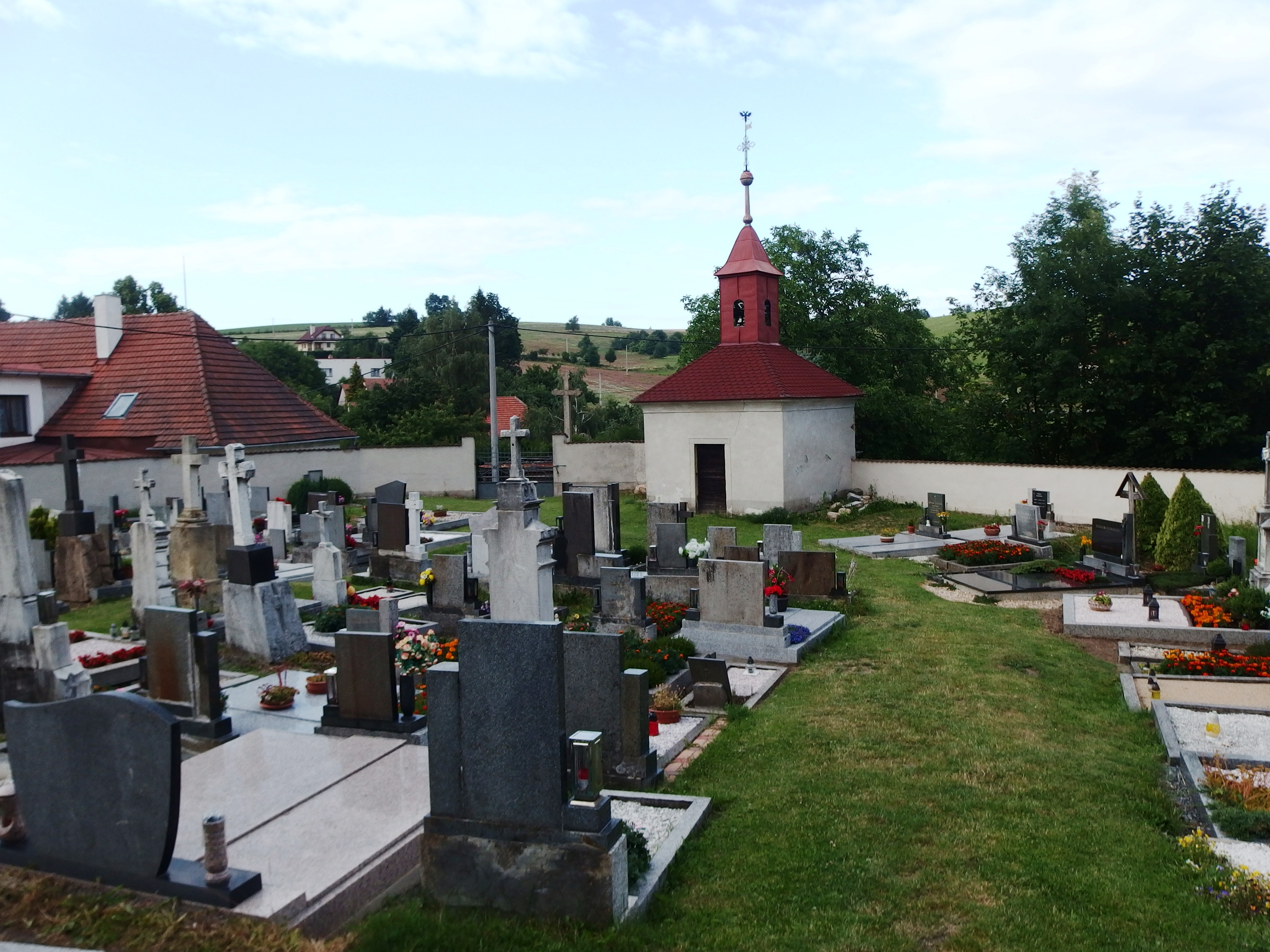
Hřbitov s hřbitovní kaplí